# Théorie de la préférence pour la liquidité
La préférence pour la liquidité est un concept d'économie selon lequel les agents économiques préfèrent détenir leur richesse sous forme de liquidité plutôt que sous la forme d'actifs. Les individus auront donc tendance à conserver leurs épargnes préalables sous une forme plus immédiate ou liquide. Ce concept a été créé par le courant keynésien et s'oppose à l'école classique, qui soutenait que les agents économiques ne pouvaient vouloir la liquidité pour elle-même.

## Concept
Le concept de préférence pour la liquidité est inauguré par John Maynard Keynes dans la Théorie générale de l'emploi, de l'intérêt et de la monnaie. Il permet à l'auteur de mener une réflexion sur l'utilisation de l'épargne chez les agents économiques. Il écrit que « l'option ouverte à chaque individu entre le maintien et l'abandon de la liquidité porte non sur son revenu mais sur l'ensemble de ses épargnes accumulées ».
Pour Keynes, il existe une demande pour la monnaie en tant que telle. Outre la quantité de monnaie nécessaire aux transactions courantes, les investisseurs constituent par ailleurs une épargne de précaution, et une autre type d'encaisse, plus spéculative, correspondant à une forme de placement. 
L'achat d'actifs d'épargne comportant un risque (de dévaluation, d'indisponibilité en cas de besoin), en environnement incertain, les agents préfèrent renoncer à la rémunération de leur épargne et optent pour les placements les plus liquides possibles, la monnaie étant le plus liquide de tous. Le choix  pour cette perte d'opportunité d'être rémunéré s'adapte toutefois aux taux d'intérêt attendus des rémunérations. Plus les taux d’intérêt sont bas, plus les investisseurs auront tendance à préférer la liquidité, d'autant plus que lorsque les taux sont bas, il faut s'attendre à leur remontée, qui fait chuter le cours des obligations,. Les investisseurs demandent donc une prime de liquidité pour investir à long terme.

## Débats et critiques

### Types d'actifs
L'hypothèse de départ est qu'il existe deux grands types d'actifs utilisables comme réserve de richesse : les créances (auxquelles on peut pour faciliter le raisonnement assimiler les obligations) et la monnaie. La somme des quantités de monnaie et d'obligations offertes, la réserve de richesse totale, correspond à la somme des quantités de monnaies et d'obligations demandées. Le « marché de la monnaie » est à l'équilibre lorsque l'offre de monnaie est égale à la demande. Par construction, dans ce cas, l'offre d'actifs financiers (d'obligations) est aussi égal à la demande.
Lorsque les revenus croissent, la demande de monnaie augmente. Il en est de même lorsque les prix augmentent, et ces deux facteurs ont donc tendance à accroître le taux d'intérêt d'équilibre.

### Critique par Milton Friedman
Milton Friedman a reconnu la justesse de l'approche de Keynes ; il a toutefois critiqué cette théorie comme étant incomplète. Il renomme effet de liquidité le mécanisme selon lequel l'offre de monnaie entraîne « toutes choses égales par ailleurs » une baisse des taux. Toutefois, il constate que toutes les choses ne sont pas égales par ailleurs ; et que cette abondance de liquidité peut avoir un effet favorable sur l'économie, conduisant à une hausse des taux. Si ces effets sont supérieurs à la baisse des taux induite directement par l'augmentation de l'offre de monnaie, le résultat obtenu est alors inverse de celui prévu par Keynes. 